# Dicyphus elongatus
Dicyphus elongatus är en insektsart som beskrevs av Van Duzee 1917. Dicyphus elongatus ingår i släktet Dicyphus och familjen ängsskinnbaggar. Inga underarter finns listade i Catalogue of Life.